# Csősz Géza
Csősz Géza (Szabadszállás, 1968. január 4. – ) fotográfus, képzőművész.
Fekete-fehér fotográfiái által vált ismertté, amelyek határozott művészi koncepciót tükröznek. Művészete a privát idill illúziója és a társadalmi elidegenedés botrányának paradoxonában létezik. Az életvalóság perspektívájából is a végső kérdések izgatják: az anyaság misztériuma és a gyermekek hazugságok-előtti, gátlástalan őszintesége mint az emberi lélek lényegi dimenziói. Misztikus-extatikus látomások, hol a geometriai elvonatkoztatás akrobatikus modorában, hol pedig az emelkedett fotográfiai expresszió sose látott stílusában. Minden folyik, sötéten hullámzik: ember, táj, fák, felhők. A jelentőségteljes árnyékok a jelenlét és hiány paradoxona és a misztikus dimenzióváltás revelatív élménye egyszerre.
„Eljött hát ez a pillanat is: Csősz Géza az indulat és szenvedély abszolutizálásával íme megteremtette az expresszionista fotóstílust. A gonosz fák, egzaltált egek és démoni vizek univerzumában a természet mintha ellenünk fordult volna, harcot hirdetve egyetlen igazi ellenségével: az emberrel. E fekete lángok közt, minden metsző élességben, fenyegetően csavarodik össze-vissza.” (Miltényi Tibor, fotóesztéta)

## Életpályája
Csősz Géza Kiskunhalason általános iskolás korában ismerkedett meg a fotólaborálással a Schlachta István vezette fotólaborban. Gimnáziumi éveiben mindennaposan használta a pincében berendezett fotólaborját. Az unalmas gimnáziumi évei alatt egyre többet fotózott és filmezett. A természettudományos versenyeken kívül több fotó és rövidfilm versenyen szerepelt eredménnyel. Fotográfiai tanulmányait Svájcban az École des Beaux-Arts Sionon kezdte, majd az UNI Wienben, Budapesten a Szellemkép Szabadiskolában és végül 2024-ben az Egyesült Királyságban Bath Spa University Master Fine Art Photography  fejezte be.
Mellette mint tűzzománcművész lett ismert. Több kiállítása volt pl. Budapesten az Ericsson Képzőművészeti Galériában, Szegeden a Dél-Magyarországi Alkotóházban, Zürichben, Sionban, Münchenben.

## Megjelent albumai
- Portishead[6] ISBN 978-1-71-469363-4
- Black on Black[7] ISBN 978-9--63899364-9
- My Family and the Like[8] ISBN 978-963-89612-9-7
- PseudoPrivate[9][10] ISBN 978-1-38-813803-5
- Remove from me lies[11] ISBN 978-0-36-824510-7
- Exhilio[12][13]

## Publikációk
- Munkakönyv 2016[14]
- phoo.hu[15]
- oroszlanosudvar.hu 2014, 2015[16]
- https://photographie.de/ 2014, 2015
- Szellemkép Mesterek és tanítványok 2014[17]
- Liget 2011
- Duna Legendarium 2011
- Fotóhónap 2008, 2012
- Halszájoptika[18]
- PUNKT.HU[19]

## Kiállítások
- 2025 FUSION 2025[20]
- 2024 MA BATH DEGREE SHOW[21]
- 2024 BRISTOL Totterdown Canteen[22]
- 2024 BATH The Holburne Museum[23]
- 2024 DONCASTER OPEN ART EXHIBITION 2024 WINNER[24]
- 2024 BATH The Doing Together 24, Group Show of A1 Prints[25]
- 2021 Budapesti fotófesztivál[26][27]
- 2021 Bristoli fotófesztivál[28]
- 2020 Portishead Portishead
- 2018 Weston-Super-Mare Black on Black (Anglia)
- 2017 Bristol-Portishead Black on Black (Anglia)
- 2016 Budapest, B.A.M
- 2015 Budapest, Bálna[29]
- 2014 Budapesti tavaszi fesztivál, Nemzeti Táncszínház
- 2014 Szeged, Szegedi tavaszi fesztivál, Klauzál tér
- 2014 Budapest, budapesti tavaszi fesztivál, Bálna[30]
- 2013 My Family and the Like by Géza Csösz – Grimm galéria (Magyarország)
- 2013 Planète Femmes – Zsolnay galéria (Magyarország)[31]
- 2013 Planète Femmes – EDF Gallery (Magyarország)[32]
- 2012 Párizs, Francia Intézet
- 2012 Szeged, Premature[33][34]
- 2012 tévénézők, a fotográfia hónapja, 2012 (Magyarország)
- 2012 Budapest, Francia Intézet[35]
- 2011 Budapest, Bazaar klub
- 2011 Budapest, Néprajzi Múzeum „Duna”[36]
- 2011 en la Galería Mediadvanced de Gijón (Spanyolország)[37]
- 2011 Budapest, Örökmozgó Filmmúzeum – Felhőharapás
- 2010 Budapest, Koroltó erzsébetvárosi közösségi központ
- 2010 Kairó (Egyiptom)[38][39]
- 2010 Malaga (Spanyolország)[40]
- 2010 Budapest, Koroltó Parlament
- 2010 Madrid, Ultravioleta (Spanyolország)
- 2010 Szeged, Koroltó TIK
- 2009 Budapest, Örökmozgó Filmmúzeum
- 2009 Szeged, Grand Café
- 2008 Budapest, Cervantes Intézet
- 2008 Győr, Nemzeti Színház
- 2008 A fotográfia hónapja – őszi fesztivál (Magyarország)
- 2008 Budapest, Gödör
- 2008 Budapest, Kossuth Club – a fotográfia hónapja
- 2008 Szeged, Grand Café – A XXI. század Don Quijotéi
- 2007 Szeged, tavaszi fesztivál
- 2006 Szeged, őszi fesztivál
- 2003 Móra Ferenc közösségi központ (Magyarország)
- 2001 Tiszai galéria (Magyarország)

## Filmek
- Eszencia (Szilasi László)
- Édességet?[41]